# Poa wolfii
Poa wolfii là một loài cỏ trong họ hòa thảo, thuộc chi poa.